# Saggio dello iodoformio
In chimica analitica classica e chimica organica il saggio dello iodoformio è un saggio chimico per l'identificazione di gruppi metilchetoni in un composto organico incognito. Il saggio si chiama anche reazione di Lieben, dal nome del suo scopritore: Adolf Lieben (1870).

## Procedimento
Si sciolgono 4 o 5 gocce del campione incognito in 2 ml di H2O, se il composto è poco solubile si aggiunge un po' di diossano. Si aggiunge 1 ml di NaOH al 10% e soluzione di iodio (reattivo di Lugol) goccia a goccia agitando fino a colorazione bruna persistente. Si lascia a riposo per qualche minuto, si scalda a 60 °C a bagnomaria per 10 min, se la colorazione scompare si aggiunge ancora reattivo goccia a goccia finché non permane per 2 o più minuti di riscaldamento. Si elimina l'eccesso di iodio con qualche goccia di NaOH, si diluisce con H2O e si lascia riposare per 15 min.
La precipitazione dello iodoformio indica il risultato positivo del test: presenza di metilchetoni (CH3CO-, CH3CH(OH)-R, R-CO-CH2-CO-R , R-CH(OH)-CH2-CH(OH)-R, dove R = H, alchile, e arile).
La precipitazione dello iodoformio precipita come solido giallo limone, se precipita come solido rosa (iodio adsorbito), lo si scioglie in diossano e si aggiunge un po' di NaOH, poi si agita fino all'apparizione di una colorazione giallo limone.